# Discovery+
Discovery+ (pronunciato come Discovery Plus) è una piattaforma, streaming over-the-top di proprietà, di Warner Bros. Discovery.
Il servizio combina elementi gratuiti e a pagamento.

## Storia

### Dplay
In Italia, il servizio viene lanciato con il nome Dplay il 16 giugno 2015 su smartphone, tablet, PC e Smart TV. Qui era possibile vedere la diretta streaming dei canali gratuiti del gruppo in alta definizione e rivedere i programmi già andati in onda.
Il 9 novembre viene lanciata la sezione "Kids", dedicata ai più piccoli, comprendente la diretta dei canali K2 e Frisbee e altri contenuti esclusivi.
Il 6 settembre 2018, dopo un accordo tra Walter Iuzzolino e Discovery Italia, nasce un servizio di contenuti esclusivi dedicato alle serie TV internazionali, trasmesse in lingua originale e sottotitolate in italiano tra cui Spin, The Adulterer e Spiral (Engrenages).
Il 9 aprile 2019 viene attivato Dplay Plus, un servizio a pagamento che include le anteprime delle nuove serie dei programmi Discovery, documentari e contenuti in esclusiva, la diretta streaming di Discovery Channel, Discovery Science e di tutti i canali in chiaro del gruppo, i contenuti di Animal Planet e Investigation Discovery (visibili solo sulla piattaforma previa sottoscrizione di un abbonamento).
Il 6 luglio Dplay rinnova logo, grafica e slogan.
Il 2 febbraio 2020 anche HGTV diventa disponibile in streaming sulla piattaforma.
Il 10 marzo diventano disponibili, gratuitamente, i podcast dei programmi in onda sui vari canali gratuiti.
Il 13 aprile approdano sulla piattaforma i documentari BBC, in sostituzione delle dirette streaming di Discovery Channel e Discovery Science.
Il 19 viene inserita, in esclusiva su Dplay Plus, la serie The Facchinettis con Francesco Facchinetti.
Il 24 giugno viene annunciato il passaggio della WWE da Sky a Discovery. L'accordo stabilisce la possibilità di vedere dal 6 luglio su Dplay Plus, in diretta e on demand, Raw, SmackDown, NXT, WWE Bottom Line e WWE Afterburn in lingua originale.
Dal 14 settembre vengono inserite su Dplay Plus le dirette streaming di Eurosport 1 ed Eurosport 2.
Il 12 novembre HGTV inizia a trasmettere in sola versione HD sulla piattaforma.

### Discovery+
Nell'autunno 2020 Discovery annuncia il lancio della nuova piattaforma di streaming on demand per l'inizio del 2021. Il 2 dicembre il gruppo ufficializza che il servizio si chiamerà Discovery+ e sostituirà Dplay. Il lancio in Italia, previsto inizialmente per il 6 gennaio 2021, avviene di fatto il giorno prima.
Nel 2021 Discovery+ trasmette in esclusiva streaming i Giochi olimpici di Tokyo 2020, integrando al proprio interno Eurosport Player.
Dal 4 al 20 febbraio 2022 trasmette in streaming i Giochi Olimpici Invernali di Pechino 2022.
Nel febbraio 2022 viene rilanciata la sezione animazione, comprendente i programmi di K2 e Frisbee.
Con la fusione di Discovery e WarnerMedia in Warner Bros. Discovery, viene annunciata l'intenzione di semplificare l'offerta streaming del gruppo, composta principalmente da Discovery+ e HBO Max.
Ad agosto viene annunciato che, nell'estate 2023, sarebbe stata lanciata a partire dagli Stati Uniti una nuova piattaforma streaming, nata dalla fusione tramite Discovery+ e HBO Max, con l’arrivo in Italia previsto a inizio 2024. Nel febbraio 2023 il progetto viene scartato, mantenendo comunque l’idea di un rebranding di HBO Max in Max e l’ipotetico lancio di un’ulteriore piattaforma: WBTV.
Il 30 ottobre diventa disponibile sulla piattaforma il nuovo canale Warner TV, che trasmette film e serie televisive del catalogo Warner Bros.

## Produzioni originali
La piattaforma propone una serie di produzioni originali, etichettati come Discovery+ Originals all'interno della stessa e riservati inizialmente agli abbonati.
- Amityville horror house
- Amy Schumer learns to cook
- Antartide: La regata impossibile
- Auto biography: racing legend
- CoViD19: speciali Coronavirus
- Elettra e il resto scompare
- Il disastro di Fukushima
- Joe Exotic: Prima di essere “King”
- Katie Price: My Crazy Life
- La vita dopo Chernobyl
- Lady Gucci: la storia di Patrizia Reggiani
- Love Island Italia
- Maradona - morte di un campione
- Matrimonio a prima vista Italia
- Naked Attraction Italia
- Return to Chernobyl
- In officina con Ema
- Il contadino cerca moglie
- The Real Housewives di Napoli
- Ti spedisco in convento

## Lancio
Discovery+ ha debuttato il 20 marzo 2020 in India, il 12 novembre in Irlanda e Regno Unito e l'8 dicembre in Polonia. La piattaforma è disponibile dal 4 gennaio 2021 negli Stati Uniti e dal 5 gennaio in Danimarca, Finlandia, Italia, Norvegia, Spagna e Svezia.
| Data             | Paese                                                  |
| ---------------- | ------------------------------------------------------ |
| 20 marzo 2020    | India                                                  |
| 12 novembre 2020 | Irlanda, Regno Unito                                   |
| 8 dicembre 2020  | Polonia                                                |
| 4 gennaio 2021   | Stati Uniti                                            |
| 5 gennaio 2021   | Danimarca, Finlandia, Italia, Norvegia, Spagna, Svezia |

## Loghi

### In Italia

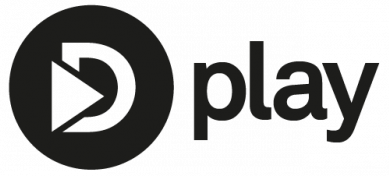
16 giugno 2015 - 6 luglio 2019
6 luglio 2019 - 5 gennaio 2021
In uso dal 5 gennaio 2021